# Zhang Xiaoya
Zhang Xiaoya (chiń. 张晓雅; ur. 4 października 1992 w Chengdu) – chińska siatkarka grająca na pozycji środkowej. Od marca 2019 roku występuje w tajskiej drużynie Supreme Chonburi VC.

## Sukcesy reprezentacyjne
Mistrzostwa Świata Juniorek:
- 2011[1]

Mistrzostwa Świata U-23:
- 2013

Puchar Azji:
- 2014, 2016

Igrzyska Azjatyckie:
- 2014

Puchar Świata:
- 2015[2]

Volley Masters Montreux:
- 2016

## Nagrody indywidualne
- 2013 - Najlepsza środkowa Mistrzostw Świata U-23
- 2016 - Najlepsza środkowa turnieju Volley Masters Montreux